# Női egyéni műkorcsolya az 1920. évi nyári olimpiai játékokon
Az 1920. évi nyári olimpiai játékokon a műkorcsolya női egyéni versenyszámát április 25-én rendezték. Az aranyérmet a svéd Magda Julin nyerte. Magyar versenyző nem vett részt a versenyen.

## Eredmények
Öt bíró pontozta a versenyzőket. A pontok alapján a bírók mindegyikénél külön-külön kialakult egy sorrend, az egyes szakaszokban (kötelező elemek, kűr) és az összesítésnél is, ez egy helyezési pontszámot is jelentett. Az egyes szakaszok, valamint az összesítés eredménye a következő kritériumok alapján alakult ki:
1. „Többségi helyezések száma”. Az a versenyző végzett előrébb, akit a bírók többsége előrébb rangsorolt. A bírók többsége azt jelentette, hogy a legjobb 3 helyezést adó bíró helyezési pontszámait vették figyelembe, de ha a 3. bíró helyezésével még volt azonos helyezés, akkor az(oka)t is figyelembe vették. Ezt az adatot tartalmazza az oszlop. (Pl. a „4×3+” azt jelenti, hogy a versenyző 4 bírónál az első 3 hely valamelyikén végzett.)
2. „Helyezések összege” (az összes bíró helyezési pontszámainak összege)
3. „Pont” (az összes bíró által adott összpontszám)
4. A kötelező elemek pontszáma

### Kötelező elemek
| Hely. | Versenyző          | Nemzet                 | Többségi helyezések száma | Helyezések összege | Pont   |
| ----- | ------------------ | ---------------------- | ------------------------- | ------------------ | ------ |
| 1.    | Magda Julin        | Svédország (SWE)       | 3×1+                      | 7,0                | 553,50 |
| 2.    | Svea Norén         | Svédország (SWE)       | 3×3+                      | 15,0               | 511,75 |
| 3.    | Phyllis Johnson    | Nagy-Britannia (GBR)   | 3×3+                      | 17,0               | 509,50 |
| 4.    | Margot Moe         | Norvégia (NOR)         | 3×4+                      | 18,0               | 499,75 |
| 5.    | Theresa Weld       | Egyesült Államok (USA) | 3×4+                      | 21,0               | 488,00 |
| 6.    | Ingrid Gulbrandsen | Norvégia (NOR)         | 5×6+                      | 27,0               | 467,50 |

### Kűr
| Hely. | Versenyző          | Nemzet                 | Többségi helyezések száma | Helyezések összege | Pont   |
| ----- | ------------------ | ---------------------- | ------------------------- | ------------------ | ------ |
| 1.    | Theresa Weld       | Egyesült Államok (USA) | 3×1+                      | 9,0                | 410,00 |
| 2.    | Ingrid Gulbrandsen | Norvégia (NOR)         | 3×2+                      | 14,0               | 380,00 |
| 3.    | Svea Norén         | Svédország (SWE)       | 5×4+                      | 16,0               | 376,00 |
| 4.    | Magda Julin        | Svédország (SWE)       | 5×5+                      | 21,0               | 360,00 |
| 5.    | Phyllis Johnson    | Nagy-Britannia (GBR)   | 5×6+                      | 22,0               | 360,00 |
| 6.    | Margot Moe         | Norvégia (NOR)         | 5×6+                      | 23,0               | 360,00 |

### Végeredmény
| Helyezés | Versenyző          | Nemzet                 | Helyezési pontszámok bírónként | Helyezési pontszámok bírónként | Helyezési pontszámok bírónként | Helyezési pontszámok bírónként | Helyezési pontszámok bírónként | Több. hely. száma | Hely. össz. | Pont  |
| Helyezés | Versenyző          | Nemzet                 | 1                              | 2                              | 3                              | 4                              | 5                              | Több. hely. száma | Hely. össz. | Pont  |
| -------- | ------------------ | ---------------------- | ------------------------------ | ------------------------------ | ------------------------------ | ------------------------------ | ------------------------------ | ----------------- | ----------- | ----- |
| Arany    | Magda Julin        | Svédország (SWE)       | 2,0                            | 3,0                            | 2,0                            | 3,0                            | 2,0                            | 3×2+              | 12          | 913,5 |
| Ezüst    | Svea Norén         | Svédország (SWE)       | 1,0                            | 1,5                            | 3,0                            | 4,0                            | 3,0                            | 4×3+              | 12,5        | 887,8 |
| Bronz    | Theresa Weld       | Egyesült Államok (USA) | 3,0                            | 1,5                            | 1,0                            | 6,0                            | 4,0                            | 3×3+              | 15,5        | 898,0 |
| 4.       | Phyllis Johnson    | Nagy-Britannia (GBR)   | 4,5                            | 4,0                            | 4,0                            | 5,0                            | 1,0                            | 3×4+              | 18,5        | 869,5 |
| 5.       | Margot Moe         | Norvégia (NOR)         | 4,5                            | 6,0                            | 6,0                            | 1,0                            | 5,0                            | 3×5+              | 22,5        | 859,8 |
| 6.       | Ingrid Gulbrandsen | Norvégia (NOR)         | 6,0                            | 5,0                            | 5,0                            | 2,0                            | 6,0                            | 3×5+              | 24          | 847,5 |